# Quezon (Isabela)
Pour les articles homonymes, voir Quezon.
Quezon est une municipalité de la province d’Isabela, aux Philippines.